# 弗拉季斯拉夫·巴卡利丘克
弗拉季斯拉夫·謝爾蓋耶維奇·巴卡利丘克（羅馬化：Vladislav Sergeevich Bakalʹchuk；1977年2月24日—），是俄羅斯商人，也是網絡零售商野莓的聯合創始人。
他主要負責公司運營，包括銷售、營銷以及採購事務。截至2019年，他持有野莓1%的股份，剩餘99%則由妻子塔季揚娜·巴卡利丘克擁有。弗拉季斯拉夫於2024年7月正式離開野莓。
2021年，根據《福布斯》報導，塔季揚娜和弗拉季斯拉夫·巴卡利丘克夫婦被評為俄羅斯最富有的家庭，當時他們的財產總額達到131億美元。

## 生平
巴卡利丘克於1977年2月24日出生於莫斯科州柳別爾齊。1997年，他從莫斯科動力學院畢業，專業為無線電物理學。
2000年代初，塔季揚娜·金認識弗拉季斯拉夫·巴卡利丘克，並在一個半月後結為夫妻。他們共同育有7個孩子
2024年7月23日，塔季揚娜宣佈與丈夫弗拉季斯拉夫開始離婚程序。

## 事業
在1990年代末，他開始涉足商業領域，最初是銷售電腦。2002年，他與阿列克謝·法傑耶夫共同創辦互聯網供應商UTech，該公司在莫斯科的幾個地區提供服務。成立五年後，UTech已經為約15000戶家庭提供服務。
2004年，隨著他們第一個孩子的誕生，他的妻子塔季揚娜對創業產生興趣，並最終選擇了從事在線銷售服裝和鞋子的業務。於是，兩人在同年共同創立野莓。UTech還運營一家網頁設計公司UT Design，專門設計在線商店，並建造野莓首個網站，確立該公司標誌性的紫色形象。2007年秋，UTech以750萬至1000萬美元的價格出售給NetByNet，巴卡利丘克從中賺取300萬至500萬美元。
2006年，巴卡利丘克與法傑耶夫再度合作，創辦聯盟通訊公司並推出新的互聯網服務品牌IFlat，巴卡利丘克一直擔任總經理至2011年，並於2018年將49%的股份轉讓給法傑耶夫的妻子。
直到2019年底，塔季揚娜一直是野莓的唯一持有者，直到2019年12月31日，她將公司1%的股份轉讓給了她的丈夫。

## 事蹟

### 與塔季揚娜的衝突
2024年6月，野莓宣佈與俄羅斯最大的廣告公司Russ進行合併。7月23日，車臣共和國首腦拉姆贊·卡德羅夫在他的Telegram頻道透露，弗拉季斯拉夫·巴卡利丘克到訪，並抱怨他在家庭和家族企業方面都面臨著嚴重的問題。巴卡利丘克表示，他過去與卡德羅夫是朋友，經常交流。卡德羅夫隨後發佈一段影片，影片中巴卡利丘克講述他與妻子的衝突細節：
「我的妻子離開了家，並與一個來路不明的公司聯繫，這家公司以合併為名，實際上是在奪取企業控制權並轉移資產。儘管這家公司規模小得多，但在合資企業中的持股比例與我們相近。這家公司由萊萬·米爾佐揚運營，叫做Russ Outdoor。」
卡德羅夫表示，這是一場惡意收購，並承諾將問題提交至國家領導層。而塔季揚娜·巴卡利丘克則在她的Telegram頻道上澄清道：「這不是惡意收購，而是離婚。從一開始，所有的決策都獲得弗拉季斯拉夫的同意，他還參加向高層管理層展示合併後公司結構的會議。」
根據《福布斯》的消息，弗拉季斯拉夫·巴卡利丘克於2024年7月初已經離開野莓。7月24日，他進一步表示，在離婚過程中，他將尋求獲得公司一半的股份。

### 槍擊案
2024年9月19日，弗拉季斯拉夫在莫斯科的野莓辦公室槍擊事件後被捕，該事件造成2人死亡，7人受傷。弗拉季斯拉夫聲稱，他原計劃與公司管理層進行會談，但塔季揚娜和野莓否認這一說法，表示「沒有安排與弗拉季斯拉夫的任何會面」。巴卡利丘克隨後被指控犯有《俄羅斯刑法典》第105條第2款（謀殺）、第30條第3款與第105條第1款（謀殺未遂）、第317條（襲擊執法人員未遂）和第330條（非法行為）。然而，到9月20日，弗拉季斯拉夫已被釋放。根據他的律師所言，「俄羅斯聯邦偵查委員會的中央機構調查人員未發現其行為構成犯罪」。

## 制裁
2021年7月31日，烏克蘭政府對塔季揚娜與弗拉季斯拉夫·巴卡利丘克夫婦及其公司野莓實施制裁，理由是他們銷售俄羅斯軍服及反烏克蘭宣傳。